# 남부하늘다람쥐
남부하늘다람쥐(Glaucomys volans)는 다람쥐과에 속하는 설치류의 일종이다. 북아메리카에서 발견되는 하늘다람쥐이다. 북아메리카 동쪽 절반 지역의 캐나다 남동부 지역부터 미국 플로리다주까지 지역의 탈락성 숲과 혼합림에서 발견된다. 멕시코와 과테말라, 온두라스의 고산 지대에서 격리 분포를 보인다. 현재 대한민국에서 애완동물로 사육되는 하늘다람쥐는 대부분 이 종으로, Pteromys속 토종인 대한민국의 천연기념물 하늘다람쥐와 외모가 유사한 이유로 미국에서 수입해 유통되었다.